# كيبون ياماموتو
كيبون ياماموتو (باليابانية: 山本 徳郁؛ 15 مارس 1977 – 18 سبتمبر 2018) كان مُقاتل فنون قتالية مختلطة وكيك بوكسر ياباني.

## وصلات خارجية
- كيبون ياماموتو على موقع يو إف سي (الإنجليزية)
- كيبون ياماموتو على موقع شيردوغ (الإنجليزية)
- كيبون ياماموتو على موقع قاعدة بيانات المصارعة الدولية (الإنجليزية)
- كيبون ياماموتو على موقع IMDb (الإنجليزية)